# Jean Camille Formigé
Jean Camille Formigé, né au Bouscat (Gironde) en 1845, et mort à Montfermeil (Seine-Saint-Denis) en 1926, est un architecte français.
Il est l'auteur de la grande serre du jardin des serres d'Auteuil (Paris), de deux palais pour l'Exposition universelle de Paris de 1889, de plusieurs monuments du cimetière du Père-Lachaise à Paris et de squares parisiens. Il est membre de l'Académie des beaux-arts en 1920. Il est le père de Jules Formigé, également architecte.

## Biographie

### Carrière
Études à l'École impériale des beaux-arts de Paris (atelier Laisné). Attaché à la Commission des monuments historiques dès 1871, dont il devient membre en 1887 en remplacement de Victor Ruprich-Robert, et dont il démissionna en 1892, lorsque les membres de la Commission ne purent plus cumuler leur fonction avec celle d'architecte en chef des monuments historiques.
Nommé architecte diocésain d'Auch en 1879, à la place de Laisné, puis de Meaux, Poitiers et Laval. Inspecteur général-adjoint en 1901. Il fut architecte en chef du service des édifices et promenades et jardins de la ville de Paris, et architecte en chef à Arles (pendant près de vingt ans).
Rapporteur au Comité des inspecteurs généraux à partir de 1876 (il était considéré comme le meilleur rapporteur). Atteint par la limite d'âge le 29 janvier 1916, il est élu à l'institut en 1920. Prix Duc en 1876, médaille d'or aux salons de 1875 et 1876 et à l'exposition universelle de 1878. Il était très lié au peintre Jules Laurens.
Il repose au cimetière de Passy. Une rue de Paris (15e arrondissement) a été baptisée de son nom en 1932, ainsi qu'à Orange et au Bouscat sa ville natale, de même qu'une place à Fréjus.

### Principales créations
À Paris
- Le square Saint-Pierre de la basilique du Sacré-Cœur. Avec l'aide de Léopold Bévière, il établit un grand projet de jardin en pente, aboutissant, par des rampes et des emmarchements simplement disposés, d'abord à un grand château d'eau, puis à l'esplanade qui précède la Basilique.

Jean-Camille Formigé, projet d'élévation pour la reconstruction de la Sorbonne présenté au concours de 1882 (Bibliothèque interuniversitaire de la Sorbonne, NuBIS).

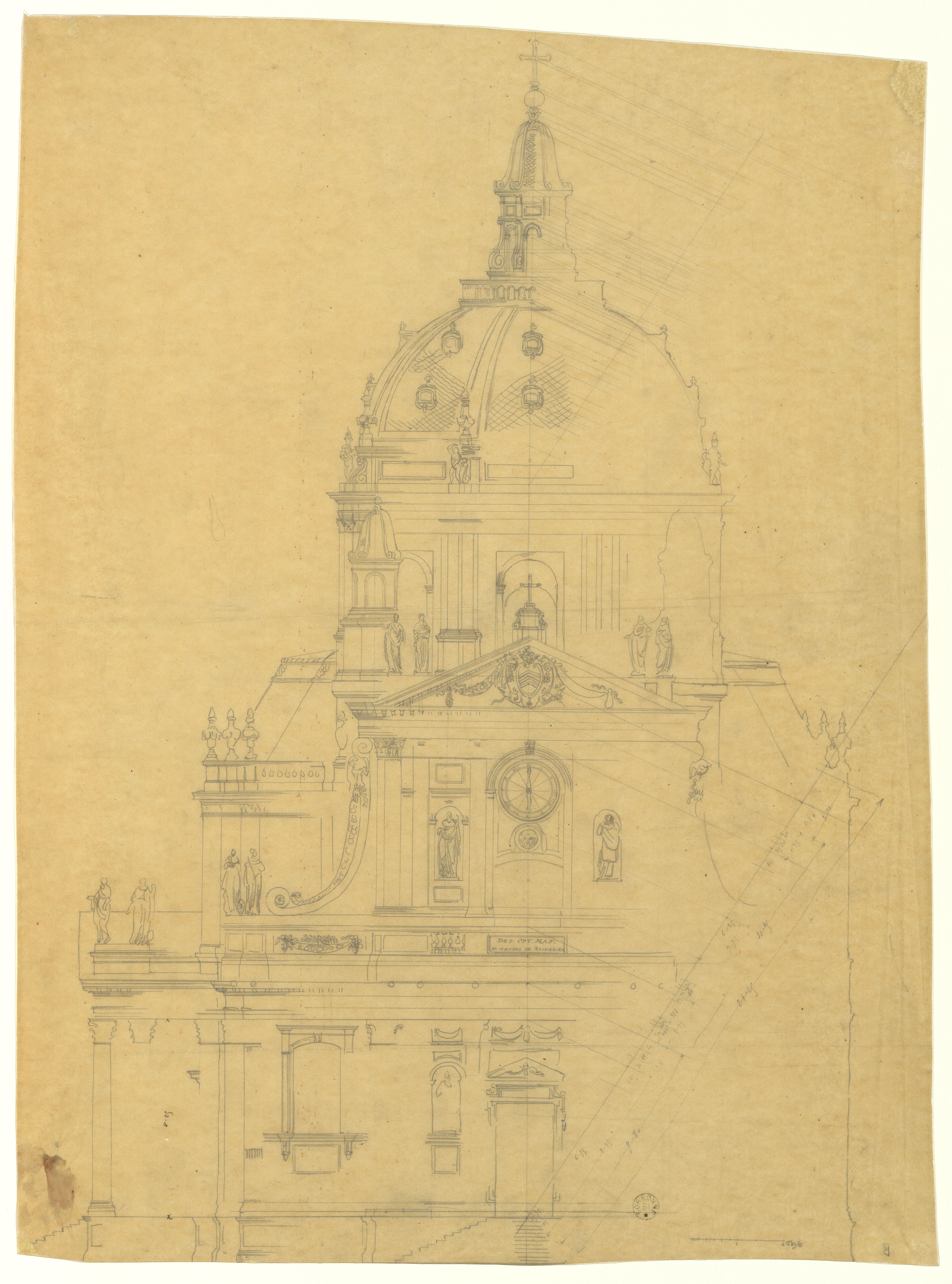
Jean-Camille Formigé, projet d'élévation de la partie supérieure de la chapelle pour la reconstruction de la Sorbonne présenté au concours de 1882 (Bibliothèque interuniversitaire de la Sorbonne, NuBIS).

- Autres squares : square d'Anvers qu'il dessina, sous l'autorité de l'ingénieur Adolphe Alphand ; le square des Épinettes (d'une superficie d'un hectare, dans le quartier des Épinettes) ; le square des arènes de Lutèce (rue Monge à Paris) ; le square situé devant la Sorbonne en 1900, nommé square Samuel-Paty en 2021.
- Le crématorium du cimetière du Père-Lachaise (1887-1889) et le columbarium attenant qui, par son aspect extérieur, rappelle Saint-Pierre de Rome alors que son fronton professe des valeurs libertaires et franc-maçonnes. Un péristyle enclot un cloître rectangulaire. Il y a deux niveaux de galeries. Vitraux et riches mosaïques décorent l'édifice. Il accueille 26 000 niches. L'ensemble, dont la création commence en 1886, n'est achevé qu'en 1908[4].

- Au cimetière du Père-Lachaise, il réalise également le tombeau du peintre Guillaume Dubufe (1853-1909) en 1909[5], orné de deux bas-reliefs d'Albert Bartholomé (1848-1928)[6] (10e Division), la chapelle de l'industriel Emile Bariquand (1842-1904) (2e Division) et le monument aux victimes du Bazar de la Charité (92e Division)[7].

- En 1889, il célèbre le triomphe de l’âge du fer, avec les palais des Beaux-Arts et des Arts libéraux dressés pour l'Exposition universelle. Ceux-ci se caractérisent par leur polychromie présente à travers les céramiques, les peintures des armatures de fer où se déploie le « bleu Formigé »[8]. Ils encadraient les deux faces est et ouest du Champ de Mars. Bâtiments remarquables d'ingéniosité et de créativité ornementale, ils furent l'objet d'une séries de planches d'architecture décrivant le projet et ses détails  d'ornement.

- En 1892, il entreprend l'agrandissement de l'Alcazar d'été.

- Les Serres du fleuriste municipal (1898-1901), avenue de la Porte-d'Auteuil et l'organisation générale des jardins. Les serres, imposantes constructions de verre et de métal au ton bleuté, s’élèvent avec majesté dans un paysage enchanteur. L’une d’entre elles, le pavillon des azalées, bénéficie d’une structure, d’une acoustique, et d’un équipement adaptés aux concerts. On voit à l'extérieur une fontaine ornée du haut-relief en pierre de la Scène bachique ou Bacchanale de Jules Dalou (1898). Le mur de soutènement des terrasses est orné de 14 mascarons en fonte galvanisée de Auguste Rodin, fondus entre 1895 et 1898 d'après les modèles commandés en 1878 par Davioud pour la fontaine en cascade du palais du Trocadéro.

- Il participa à l'aménagement extérieur du métro de Paris lors de sa construction, en particulier les dessertes et la décoration de deux viaducs : le viaduc de Passy (Bir-Hakeim), Paris 15e - Pont-viaduc à deux niveaux construit en 1903-1904 par Louis Biette mais dont les travaux de décoration (ornements sculptés en fonte) furent confiés à Jean Camille Formigé et exécutés par Florian Kulikowski. Également la décoration du viaduc d'Austerlitz. Les colonnes cannelées en fonte avec chapiteau comme les piliers de pierre des lignes aériennes du Métro ont également été dessinées par lui.

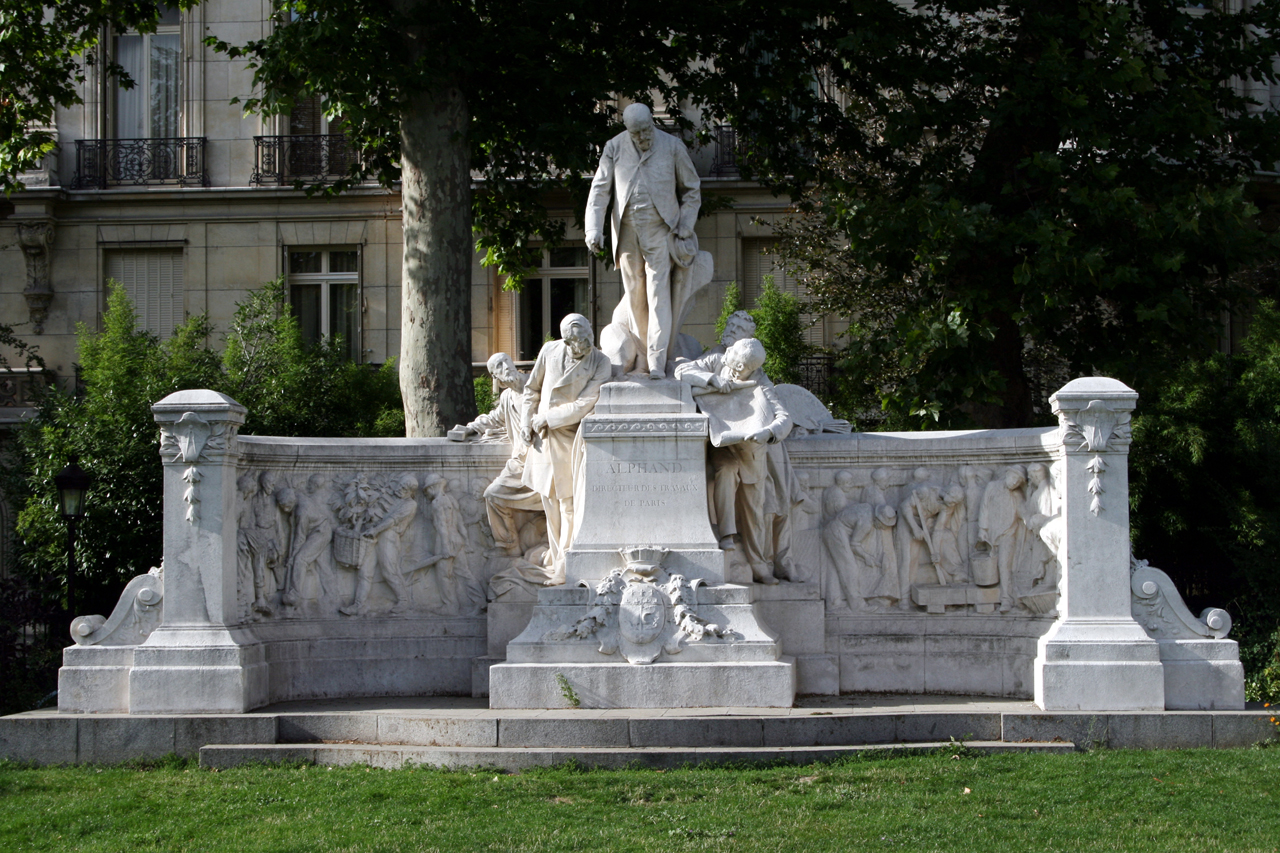
Jules Dalou, Monument à Alphand (1899), Paris, avenue Foch.

- Érigé en 1899, un monument réalisé avec le sculpteur Jules Dalou célèbre la gloire d'Adolphe Alphand, entre les nos 17 et 22 de l'avenue Foch.

- Dès 1908, Formigé est sollicité pour la reconstruction de la galerie des Gobelins. L'inauguration prévue pour l'été 1914 n'a pas lieu, et l'espace d'exposition n'ouvre ses portes qu'en 1922. C'est un bâtiment de style Troisième République[C'est-à-dire ?], orné de quatre cariatides par Jean-Antoine Injalbert et d'un bas-relief par Paul Landowski[9]. Le bâtiment abrite et met en valeur les travaux des grandes manufactures françaises ainsi que les collections du Mobilier national.

- En 1924 sont érigés les nouveaux pavillons du marché aux fleurs (île de la Cité), sur des plans dessinés par Jean Camille Formigé peu avant la Première Guerre mondiale[10].

En dehors de Paris
- La villa La Sapinière, à Évian-les-Bains. Cette villa était destinée au baron Vitta, banquier et collectionneur d'œuvres d'art lyonnais, qui en avait fait commande à Formigé comme résidence d'été. Il conçut la villa en s'inspirant de la Renaissance italienne. Le clocheton est inspiré par celui de la villa Médicis de Rome. Les ornements de la salle de billard et la rampe d'escalier marquent le tournant Art nouveau de la carrière de Formigé, dont cette villa emblématique fut la dernière œuvre. Des terrasses et de grandes baies vitrées s'ouvrent sur le lac Léman.

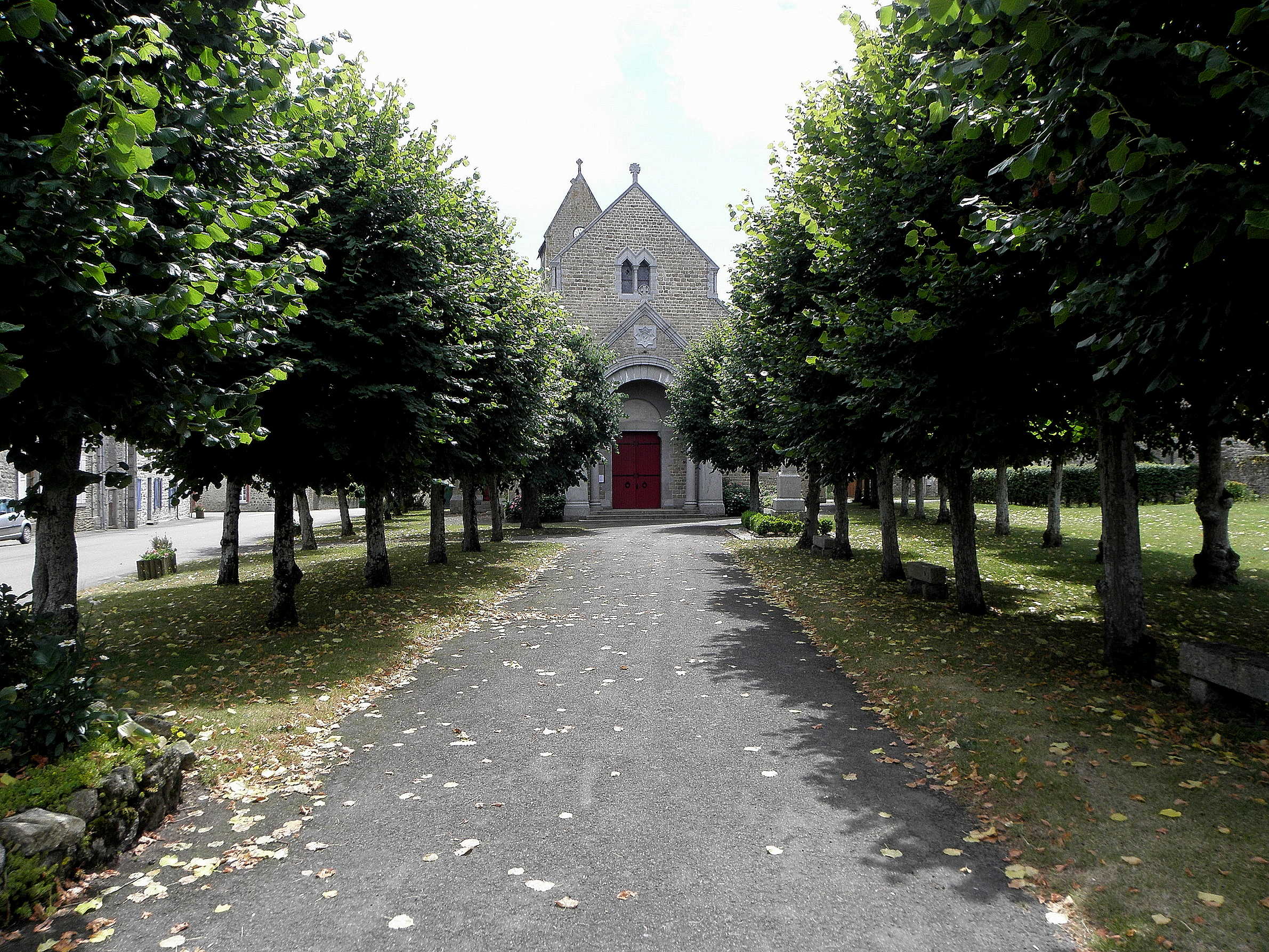
Église Saint-Martin de Deux-Évailles.

- Les plans de l'église Saint-Martin de Deux-Évailles sur commande de Georges Gamard.
- Le Monument à Sidi Brahim à Oran (Algérie) réalisé par Jules Dalou en 1896, composé d'un obélisque supportant une statue de la Victoire à son sommet et, au niveau de la petite base, d'une statue de la France[11].
- Le Monument à Hoche de Jules Dalou à Quiberon en 1902, dont Formigé disposa un bloc brut de granit pour piédestal.
- Le Monument à Gambetta de Jules Dalou, allées de Tourny à Bordeaux, remis à la ville le 25 avril 1904 et inauguré par le président Émile Loubet le 24 avril 1905. Formigé en dessina de piédestal supportant la statue de Gambetta debout, flanqué de deux groupes latéraux : La Sagesse soutenant la Liberté et La Défense nationale. Ce monument a été déposé dans les réserves du musée d'Aquitaine dans les années 1960.
- L'aile du musée Comtadin-Duplessis à Carpentras entre 1882 et 1888.
- Études pour l'ornementation du troisième pont de Suresnes dans le cadre des travaux de 1897-1901[12].
- Le monument du souvenir, aux cimetières parisiens de Bagneux et de Pantin.

### Principales restaurations
L'ancienne abbaye de Conques, à partir de 1878, fut l'une de ses premières restaurations. À Poitiers, il restaure également la façade de l'église Notre-Dame-la Grande, l'église Sainte-Radegonde (en remontant de la crypte, on découvre, au-dessus du porche, la tribune édifiée en 1895 qui supporte l’orgue actuel), le palais de Justice et l'église Saint-Hilaire le Grand. Il procéda au dégagement des ruines antiques découvertes à Sanxay (Vienne) et dirigea des travaux à l'Abbaye de Saint-Savin-sur-Gartempe, Chauvigny, Poissy. À Paris, il restaure la tour Saint-Jacques.
Cependant, son activité principale s'exerça surtout dans les départements du midi de la France. ll y dirigea plusieurs chantiers de fouilles et, après Charles Questel et Henri Antoine Révoil, consolida et restaura les monuments gallo-romains notamment à Orange et à Arles :
- Théâtre antique d'Orange. Il s’attacha à rendre au théâtre sa fonction originelle. Des travaux majeurs furent menés (les gradins furent restitués, le sol romain déblayé jusqu’au pied des façades, les fûts de colonnes épars relevés. Un plancher fut construit pour les représentations). Jules Formigé, son fils, allait poursuivre ces travaux de consolidation et de restauration ;
- Amphithéâtre et Théâtre antique d'Arles, pour consolider, restaurer ou restituer certaines parties de l’édifice[13]. Là encore son fils Jules prendra sa succession. À cette occasion, il s'intéressa à la fameuse Vénus d'Arles dont il crut en 1911 redécouvrir la copie initiale, œuvre de Jean Péru.